# شاه‌آباد مارکنده
شاه‌آباد مارکنده (به انگلیسی: Shahabad Markanda) یک منطقهٔ مسکونی در هند است که در بخش کروکشیتر واقع شده‌است. شاه‌آباد مارکنده ۸ کیلومتر مربع مساحت و ۴۲٬۶۰۷ نفر جمعیت دارد.